# Marianne Hoppe

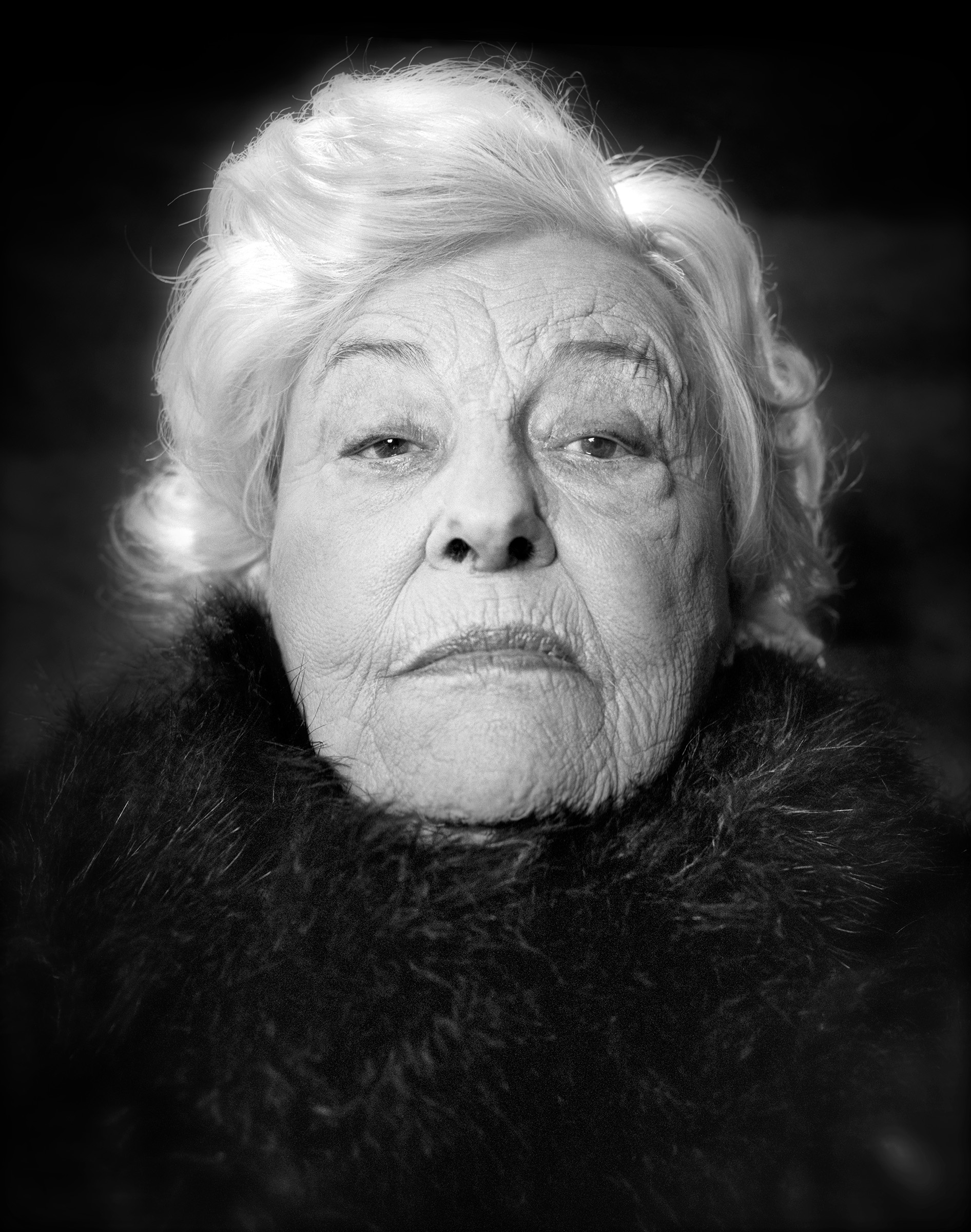
Marianne Hoppe fotografiert von Oliver Mark, Berlin 2001

Marianne Stefanie Paula Henni Gertrud Hoppe (* 26. April 1909 in Rostock; † 23. Oktober 2002 in Siegsdorf) war eine deutsche Schauspielerin.

## Leben

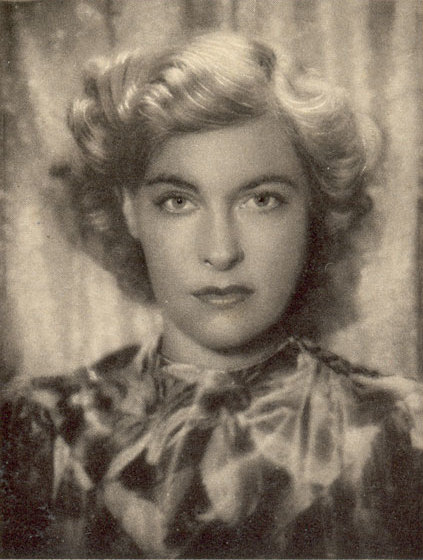
Marianne Hoppe (1935)

Marianne Hoppe, Tochter des Rittergutsbesitzers Gustav Hoppe und dessen Ehefrau Margarethe, geb. Küchenmeister wuchs auf Gut Felsenhagen in der Ostprignitz auf. Sie besuchte von 1924 bis 1926 das Königin-Luise-Stift in Berlin und anschließend die Handelsschule in Weimar. Marianne Hoppe nahm Schauspielunterricht bei Lucie Höflich und debütierte 1928 in einer Matinee der „Bühne der Jugend“, die aus der Schauspielschule des Deutschen Theaters hervorgegangen war.
In den späten 1920er Jahren begann sie ihre Karriere am Theater. Von 1928 bis 1930 spielte sie am Deutschen Theater unter Max Reinhardt, von 1930 bis 1932 am Neuen Theater in Frankfurt am Main und von 1932 bis 1934 an den Münchner Kammerspielen. Sie war seit 1935 am Preußischen Staatstheater in Berlin unter dem Intendanten Gustaf Gründgens engagiert.
Von 1936 bis 1946 war sie mit ihm verheiratet. Die Ehe sollte beide vor Verfolgung durch das NS-Regime schützen: Beide waren homosexuell oder bisexuell. 1946 wurde aus einer Verbindung mit einem britischen Journalisten der Daily Mail, Ralph Izzard, den sie bereits seit 1933 kannte, ihr einziges Kind, der Sohn Benedikt Hoppe, geboren, der als Journalist arbeitet. Später lebte sie in einer Beziehung mit Therese Giehse. In den 1970er Jahren lebte Hoppe mit der Schauspielerin Anni Mewes zusammen.
Berühmt wurde Marianne Hoppe auch als Star der UFA. Bedeutende Filmrollen waren die der Elke in der Verfilmung von Theodor Storms Novelle Der Schimmelreiter und als Effi Briest in Der Schritt vom Wege sowie die Madeleine in Romanze in Moll. Sie stand 1944 in der Gottbegnadeten-Liste des Reichsministeriums für Volksaufklärung und Propaganda.
Nach dem Zweiten Weltkrieg konzentrierte sie sich auf ihre Theaterarbeit und war verbunden mit den Theatern in Düsseldorf (Düsseldorfer Schauspielhaus), Hamburg (Deutsches Schauspielhaus), Bochum und Frankfurt am Main. Zuletzt war sie regelmäßig im Berliner Ensemble sowie am Wiener Burgtheater zu sehen. Sie stand noch bis ins hohe Alter von 88 Jahren auf der Bühne. In Kir Royal (1986) spielte sie eine Episoden-Hauptrolle.
Zu den herausragenden Arbeiten zählen König Lear unter der Regie von Robert Wilson und Quartett von Heiner Müller unter der Regie des Autors, Am Ziel (Salzburger Festspiele, 1981) und Heldenplatz (Wiener Burgtheater, 1988) von Thomas Bernhard (Regie jeweils Claus Peymann). Ihre letzte Rolle spielte sie im Berliner Ensemble die Schauspieler(in) als Ersatz für den erkrankten Bernhard Minetti mit Martin Wuttke in der Titelrolle in Der aufhaltsame Aufstieg des Arturo Ui von Bertolt Brecht, Regie Heiner Müller.

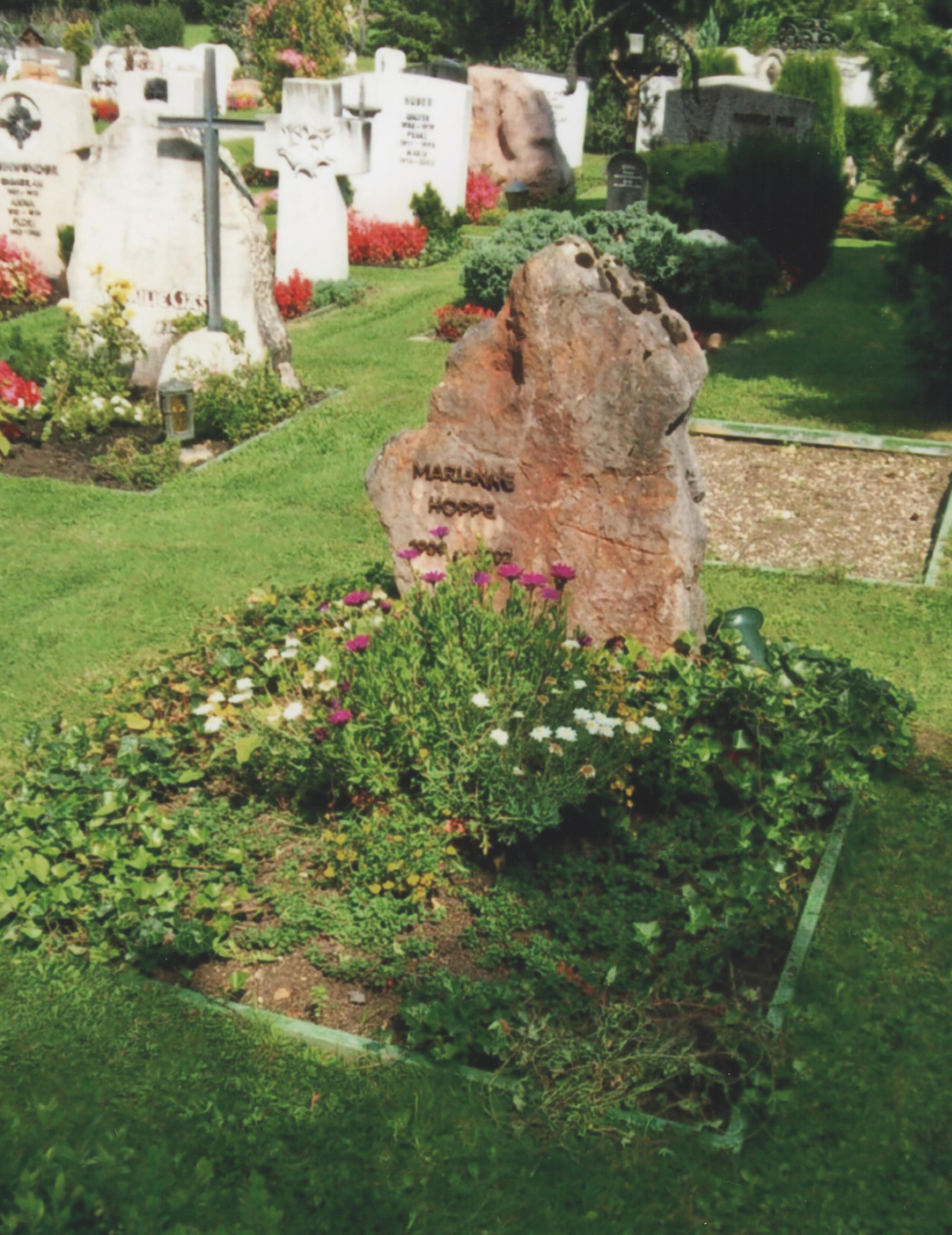
Grabstätte von Marianne Hoppe

2001 sorgte der Dokumentarfilm von Werner Schroeter Die Königin – Marianne Hoppe noch einmal für Aufsehen.
Hoppes Spielweise war durch eine Mischung aus sowohl Burschikosität und Kraft als auch kühler Distanziertheit und Zerbrechlichkeit gekennzeichnet. Eine charismatische Anziehungskraft fesselte ihr Publikum auch wegen ihrer ganz besonderen Stimme. Nicht selten trat sie auch mit selbstgestalteten literarischen Programmen hervor; so stellte sie nach dem tragischen Tod Ingeborg Bachmanns einen Rezitationsabend mit Texten der Schriftstellerin zusammen, der auch als Sprechplatte erschien.
Ihren Wohnsitz hatte Marianne Hoppe im oberbayrischen Siegsdorf. Auf dem dortigen Friedhof befindet sich auch ihr Grab.
Das Deutsche Theatermuseum in München erwarb 2016 ihren Nachlass.

## Filmografie (Auswahl)
- 1933: Der Judas von Tirol
- 1933: Heideschulmeister Uwe Karsten
- 1934: Der Schimmelreiter (Regie: Hans Deppe)
- 1934: Krach um Jolanthe
- 1934: Schwarzer Jäger Johanna (Regie: Johannes Meyer)
- 1934: Alles hört auf mein Kommando
- 1935: Oberwachtmeister Schwenke
- 1935: Die Werft zum grauen Hecht
- 1935: Anschlag auf Schweda
- 1936: Wenn der Hahn kräht (Regie: Carl Froelich)
- 1936: Eine Frau ohne Bedeutung (Regie: Hans Steinhoff)
- 1937: Kapriolen (Regie: Gustaf Gründgens)
- 1937: Der Herrscher (Regie: Veit Harlan)
- 1937: Gabriele eins, zwei, drei
- 1939: Der Schritt vom Wege (Regie: Gustaf Gründgens)
- 1939: Kongo-Express (Regie: Eduard von Borsody)
- 1941: Auf Wiedersehn, Franziska (Regie: Helmut Käutner)
- 1942: Stimme des Herzens (Regie: Johannes Meyer)
- 1943: Romanze in Moll (Regie: Helmut Käutner)
- 1944: Ich brauche dich (Regie: Hans Schweikart)
- 1945: Das Leben geht weiter (unvollendet; Regie: Wolfgang Liebeneiner)
- 1948: Das verlorene Gesicht (Regie: Kurt Hoffmann)
- 1949: Schicksal aus zweiter Hand
- 1950: Nur eine Nacht
- 1954: Der Mann meines Lebens
- 1954: Konsul Strotthoff
- 1957: Das Haus im Nebel (TV)
- 1958: 13 kleine Esel und der Sonnenhof (Regie: Hans Deppe)
- 1961: Fast ein Poet (TV)
- 1961: Die seltsame Gräfin (Regie: Josef von Báky)
- 1962: Der Walzer des Toreros (TV)
- 1962: Rose Bernd (TV)
- 1962: Der Schatz im Silbersee (1962) (Regie: Harald Reinl)
- 1963: Die Teilnahme (TV)
- 1963: König Ödipus (TV)
- 1964: Harlekinade (TV)
- 1964: Die Goldsucher von Arkansas
- 1965: Geheimnis im blauen Schloß (Ten Little Indians)
- 1965: Das Leben des Horace A. W. Tabor (TV)
- 1965: Ein Wintermärchen (TV)
- 1966: Briefe nach Luzern (TV)
- 1967: Die Mission (TV)
- 1967: Andere Zeiten – andere Sitten (TV)
- 1967: Der Tod läuft hinterher (TV-Dreiteiler, Regie: Wolfgang Becker)
- 1968: König Richard II (TV)
- 1969: Tag für Tag (TV)
- 1969: Der Kommissar – Keiner hörte den Schuß
- 1970: Der Kommissar – Parkplatz-Hyänen
- 1973: Der Kommissar – Sommerpension
- 1975: Im Hause des Kommerzienrats (TV)
- 1975: Heiratskandidaten (TV)
- 1975: Der Kommissar – Der Mord an Dr. Winter
- 1975: Falsche Bewegung (Regie: Wim Wenders)
- 1978: Tod eines Vaters (TV)
- 1979: In Sachen Gustav Knuth (TV)
- 1979: Die Magermilchbande (TV) (Regie: Thomas Fantl)
- 1980: Der Alte (Episode: Bruderliebe)
- 1981: Der Richter (TV)
- 1981: Die Baronin – Fontane machte sie unsterblich (TV)
- 1981: Die Karten lügen nicht und andere Geschichten (TV)
- 1983: Marianne und Sophie (Regie: Rainer Söhnlein)
- 1984: Er-Goetz-liches (TV)
- 1984: Der Alte (Episode: Zwei Särge aus Florida)
- 1985: Liebfrauen (TV)
- 1986: Kir Royal – Adieu Claire
- 1987: Francesca
- 1987: Bei Thea (TV) Regie: Dominik Graf
- 1988: Schloß Königswald (Regie: Peter Schamoni)
- 1989: Geschichten hinterm Deich (TV)
- 1989: Ich bin Elsa (TV)
- 1989: Heldenplatz (TV)
- 1991: Der Tod kam als Freund (TV)
- 1991: Tassilo – Ein Fall für sich (TV-Serie)

## Theater (Auswahl)
| Premiere   | Stück                                            | Rolle                    | Autor                                 | Theater                               | Hörspielfassung |
| ---------- | ------------------------------------------------ | ------------------------ | ------------------------------------- | ------------------------------------- | --------------- |
| 04.03.1928 | Mörder für uns                                   | Lucie                    | Willi Schäferdieck                    | Deutsches Theater (Berlin)            |                 |
| 09.06.1928 | Artisten                                         | Tänzerin                 | Gloryl Watters, Arthur Hopkins        | Deutsches Theater Berlin              |                 |
| 12.07.1928 | Der Präsident                                    | Elmire Blanchonnet       | Georg Kaiser                          | Komödienhaus am Schiffbauerdamm       |                 |
| 25.10.1928 | Romeo und Julia                                  | Page des Paris           | William Shakespeare                   | Berliner Theater                      |                 |
| 17.01.1929 | Soeben erschienen                                | Noemie                   | Edouard Bourdet                       |                                       |                 |
| 15.02.1929 | Die lustigen Weiber von Windsor                  | Anne Page                | William Shakespeare                   | Deutsches Theater (Berlin)            |                 |
| 11.11.1929 | Vom Teufel geholt                                | erstes Stubenmädchen     | Knut Hamsun                           | Deutsches Theater (Berlin)            |                 |
| 11.03.1930 | Die liebe Feindin                                | junges Mädchen           | A.P. Antoine                          | Deutsches Theater (Berlin)            |                 |
| 02.08.1930 | Die Prinzessin und der Eintänzer                 | Prinzessin Roxy          | Alexander Engel, Leo Keller           | Neues Theater (Frankfurt a. M.)       |                 |
| 16.08.1930 | Das Konto X                                      | Ulli von Waldhofen       | Rudolf Bernauer, Rudolf Oesterreicher | Neues Theater (Frankfurt a. M.)       |                 |
| 13.09.1930 | Eltern und Kinder                                | Hypatia                  | George Bernard Shaw                   | Neues Theater (Frankfurt a. M.)       |                 |
| 18.09.1930 | Freudiges Ereignis                               |                          | Floyd Dell, Thomas Mitchell           | Neues Theater (Frankfurt a. M.)       |                 |
| 04.10.1930 | Gott, König und Vaterland                        | Jelena                   | Leo Lania                             | Neues Theater (Frankfurt a. M.)       |                 |
| 30.12.1935 | Faust I                                          | Gretchen                 | Johann Wolfgang von Goethe            | Preußisches Staatstheater (Berlin)    |                 |
| 06.03.1938 | Frau Warrens Gewerbe                             | Vivie                    | George Bernard Shaw                   | Preußisches Staatstheater (Berlin)    |                 |
| 07.11.1947 | Die Fliegen                                      | Elektra                  | Jean-Paul Sartre                      | Neues Theater (Düsseldorf)            |                 |
| 14.01.1949 | Torquato Tasso                                   | Leonore von Este         | Johann Wolfgang von Goethe            | Neues Theater (Düsseldorf)            |                 |
| 04.05.1949 | Barbara Blomberg                                 | Barbara Blomberg         | Carl Zuckmayer                        | Neues Theater (Düsseldorf)            | 24.06.1949      |
| 10.05.1950 | Endstation Sehnsucht                             | Blanche                  | Tennessee Williams                    | Schloßpark-Theater (Berlin)           |                 |
| 02.11.1950 | Anna, Königin für 1000 Tage                      | Anna Boleyn              | Maxwell Anderson                      | Neues Theater (Düsseldorf)            |                 |
| 09.12.1950 | Die Cocktail Party                               | Celia Coplestone         | T. S. Eliot                           | Opernhaus (Düsseldorf)                | 7.02.1951       |
| 11.09.1951 | Maria Stuart                                     | Maria Stuart             | Friedrich von Schiller                | Deutsches Schauspielhaus (Hamburg)    |                 |
| 09.11.1951 | Ein Mädchen vom Lande                            | Georgie Elgin            | Clifford Odets                        | Schloßpark-Theater (Berlin)           |                 |
| 06.08.1952 | Finden Sie, dass Constanze sich richtig verhält? | Constanze                | William Somerset Maugham              | Kleine Komödie (München)              |                 |
| 15.04.1953 | Candida                                          | Candida                  | George Bernard Shaw                   | Städtische Bühnen (Düsseldorf)        |                 |
| 23.10.1954 | Um Lucretia                                      | Lucile Blanchard         | Jean Giraudoux                        | Städtische Bühnen (Düsseldorf)        |                 |
| 02.06.1956 | Requiem für eine Nonne                           | Temple Stevens           | William Faulkner                      | Volkstheater (Wien)                   |                 |
| 18.10.1956 | Tagebuch der Anne Frank                          | Edith Frank              | Frances Goodrich, Albert Hackett      | Kammerspiele (München)                |                 |
| 02.06.1957 | Ein Traumspiel                                   | Indras Tochter           | August Strindberg                     | Volkstheater (Wien)                   |                 |
| 29.07.1957 | Fast ein Poet (DSE)                              | Deborah Harford          | Eugene O’Neill                        | Landestheater (Salzburger Festspiele) |                 |
| 07.10.1957 | An Einzeltischen (DE)                            | Sybil Railton-Bell       | Terence Rattigan                      | Renaissancetheater (Berlin)           |                 |
| 05.04.1958 | Fast ein Poet                                    | Deborah Harford          | Eugene O’Neill                        | Freie Volksbühne (Berlin)             |                 |
| 12.06.1958 | Die Troerinnen                                   | Kassandra                | Euripides                             | Schiller-Theater (Berlin)             | 26.10.1958      |
| 06.10.1959 | Süßer Vogel Jugend (DE)                          | Alexandra del Lago       | Tennessee Williams                    | Schiller-Theater (Berlin)             |                 |
| 24.02.1960 | Ein Glas Wasser                                  | Herzogin von Marlborough | Eugène Scribe                         | Kammerspiele (Köln)                   |                 |
| 18.09.1960 | Egmont                                           | Margarethe von Parma     | Johann Wolfgang von Goethe            | Schiller-Theater (Berlin)             |                 |
| 04.01.1961 | Totentanz                                        | Alice                    | August Strindberg                     | Schloßpark-Theater (Berlin)           |                 |
| 01.03.1961 | Der blaue Boll                                   | Frau Boll                | Ernst Barlach                         | Schiller-Theater (Berlin)             |                 |
| 09.05.1962 | Das Konzert                                      | Marie Heink              | Hermann Bahr                          | Theater am Besenbinderhof (Hamburg)   |                 |
| 01.07.1962 | Maria Stuart                                     | Elisabeth                | Friedrich von Schiller                | Bad Hersfelder Festspiele             |                 |
| 20.10.1962 | Ödipus                                           | Iokaste                  | Sophokles                             | Residenztheater (München)             |                 |

- 1931: Marcellus Schiffer und Mischa Spoliansky: Alles Schwindel – Regie: Renato Mordo (Neues Theater, Frankfurt/Main)
- 1941: Friedrich von Schiller: Die Verschwörung des Fiesco zu Genua – Regie: Karl Heinz Stroux (Preußische Staatstheater, Schauspielhaus Berlin)
- 1993: Ödön von Horváth: Sladek – Regie: Fritz Marquardt (Berliner Ensemble)

## Hörspiele (Auswahl)
| Datum           | Titel                         | Autor                      | Regie                | Sender       | Rolle             |
| --------------- | ----------------------------- | -------------------------- | -------------------- | ------------ | ----------------- |
| 24.06.1949      | Barbara Blomberg              | Carl Zuckmayer             | Wilhelm Semmelroth   | NWDR         | Barbara Blomberg  |
| 23.10.1950      | Torquato Tasso                | Johann Wolfgang von Goethe | Hannes Küpper        | BR           | Leonore Este      |
| 7.02.1951       | Die Cocktailparty             | T. S. Eliot                | Gustaf Gründgens     | NWDR         | Celia Copplestone |
| 8.03.1951       | Die Flucht                    | Fritz Hochwälder           | Ludwig Cremer        | NWDR         | Die Frau          |
| 6.09.1951       | Der Tod des Empeklodes        | Friedrich Hölderlin        | Wilhelm Semmelroth   | NWDR         | Panthea           |
| 6.03.1952       | Elektra                       | Euripides                  | Ludwig Cremer        | NWDR         | Elektra           |
| 14.10.1952      | Das Festbankett               | Hellmut von Cubbe          | Heinz-Günter Stamm   | BR, RB       | Gewissen          |
| 16.12.1952      | Die versunkene Glocke         | Gerhart Hauptmann          | Heinz-Günter Stamm   | BR           | Magda             |
| 4. Februar 1967 | Das Jagdgewehr                | Yasushi Inoue              | Klaus Gmeiner        | ORF Salzburg | Nicht angegeben   |
| 15.10.1985      | Doktor Faustus – Elektrisiert | Gertrude Stein             | Friedhelm Ortmann    | WDR          | Gertrude Stein    |
| 8.02.1997       | Ajax zum Beispiel             | Heiner Müller              | Wolfgang Rindfleisch | MDR          |                   |

Quelle:

## Dokumentarfilm über Marianne Hoppe
- Die Königin – Marianne Hoppe, 1999/2000, Regie: Werner Schroeter

## Auszeichnungen und Ehrungen
- Straßenschild der Marianne-Hoppe-Straße in Lochhausen1965: Bambi

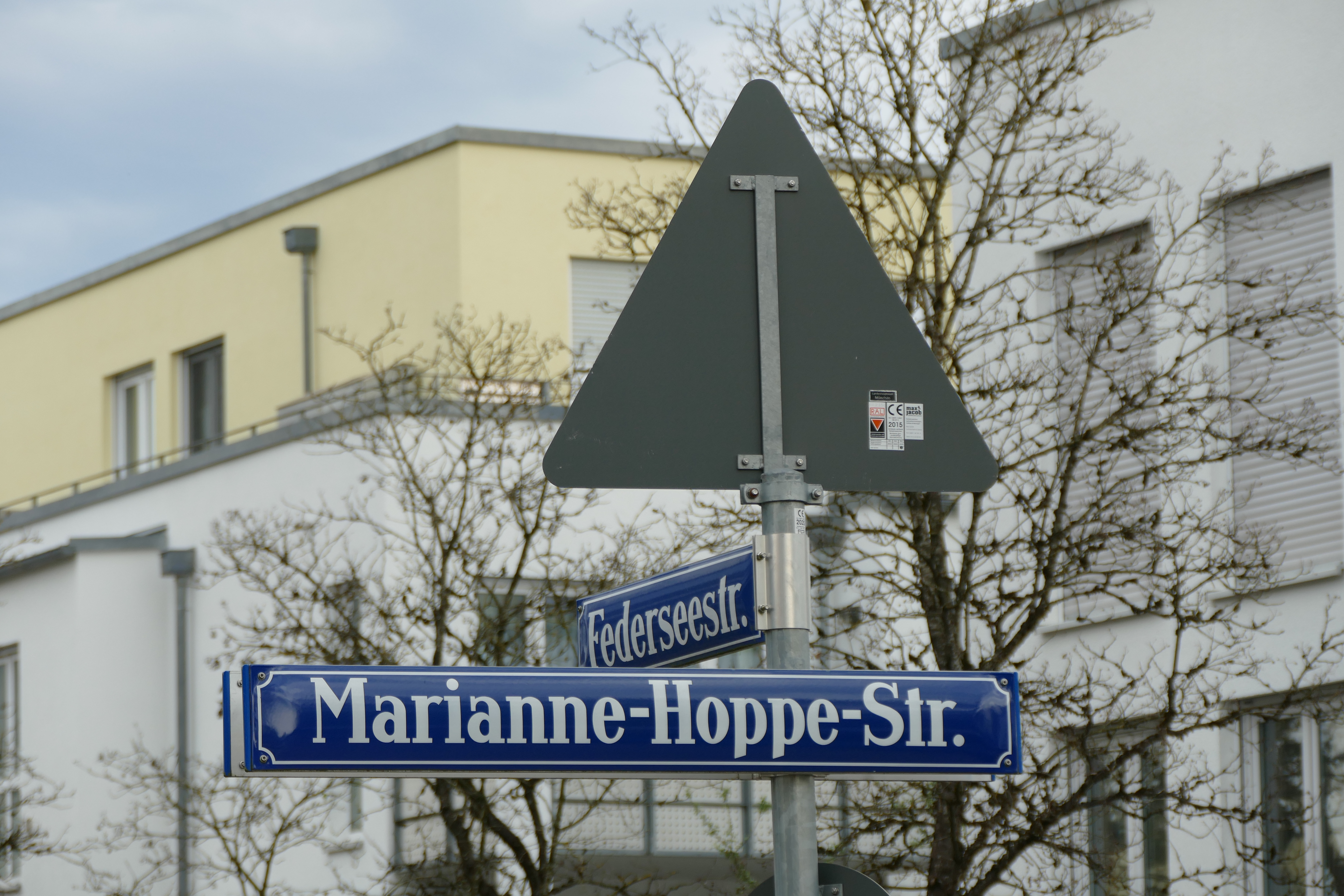
Straßenschild der Marianne-Hoppe-Straße in Lochhausen

- 1975: Großes Verdienstkreuz des Verdienstordens der Bundesrepublik Deutschland
- 1976: Hermine-Körner-Ring
- 1981: Goldene Kamera
- 1986: Bayerischer Maximiliansorden für Wissenschaft und Kunst
- 1986: Kunstpreis Berlin
- 1987: Filmband in Gold für langjähriges und hervorragendes Wirken im deutschen Film
- 1988: Deutscher Darstellerpreis des Bundesverbandes der Fernseh- und Filmregisseure
- 1989: Bayerischer Fernsehpreis für das Fernsehspiel Bei Thea (ZDF)
- 1992: Silbernes Blatt der Dramatiker-Union
- 2019: Eine Straße im Münchner Stadtteil Lochhausen wird nach Marianne Hoppe zu benannt[13]
- 2000: Goldene Kamera